# Le Dernier Jour (film)
Pour la chanson d’Indochine, voir Le Dernier Jour (chanson).
Pour plus de détails, voir Fiche technique et Distribution.
Le Dernier Jour est un film français réalisé par Rodolphe Marconi, sorti en 2004.

## Synopsis
Pendant les fêtes de Noël, un jeune homme (Gaspard Ulliel) découvre un lourd secret de famille.

## Fiche technique
- Titre : Le Dernier Jour
- Réalisation : Rodolphe Marconi
- Scénario : Rodolphe Marconi
- Montage : Isabelle Devinck
- Photographie : Hélène Louvart
- Musique : tout un groupe danse dans un bar, emporté par la chanson Mamy Blue
- Production : Gémini Films
- Pays d’origine :  France
- Genre : drame
- Durée : 104 minutes
- Date de sortie : 3 novembre 2004

## Distribution
- Nicole Garcia : Marie
- Gaspard Ulliel : Simon
- Mélanie Laurent : Louise
- Bruno Todeschini : Marc
- Alysson Paradis: Alice
- Christophe Malavoy : Jean-Louis
- Thibault Vinçon : Mathieu
- Daniel Berlioux : Pierre

## Lieux de tournage
- Paris
  - Paris 1er; Quai François-Mitterrand, Quai du Louvre, Port du Louvre
  - Paris 13e; Quai d'Austerlitz, Gare d'Austerlitz
- Charente-Maritime
  - La Rochelle
  - Phare de Chassiron à Saint-Denis-d'Oléron et dans le village
  - Dolus-d'Oléron
  - Saint-Pierre-d'Oléron